# Иден (тауншип, округ Браун, Миннесота)
Иден (англ. Eden) — тауншип в округе Браун, Миннесота, США. На 2000 год его население составило 321 человек.

## География
По данным Бюро переписи населения США площадь тауншипа составляет 107,6 км², из которых 107,0 км² занимает суша, а 0,5 км² — вода (0,51 %).

## Демография
По данным переписи населения 2000 года здесь находились 321 человек, 123 домохозяйства и 93 семьи.  Плотность населения —  3,0 чел./км².  На территории тауншипа расположено 132 постройки со средней плотностью 1,2 построек на один квадратный километр. Расовый состав населения: 98,13 % белых, 0,31 % афроамериканцев, 1,25 % — других рас США и 0,31 % приходится на две или более других рас. Испанцы или латиноамериканцы любой расы составляли 1,25 % от популяции тауншипа.
Из 123 домохозяйств в 29,3 % воспитывались дети до 18 лет, в 63,4 % проживали супружеские пары, в 4,1 % проживали незамужние женщины и в 23,6 % домохозяйств проживали несемейные люди. 21,1 % домохозяйств состояли из одного человека, при том 6,5 % из — одиноких пожилых людей старше 65 лет. Средний размер домохозяйства — 2,61, а семьи — 3,00 человека.
22,4 % населения — младше 18 лет, 11,8 % — в возрасте от 18 до 24 лет, 24,9 % — от 25 до 44, 24,6 % — от 45 до 64, и 16,2 % — старше 65 лет. Средний возраст — 40 лет. На каждые 100 женщин приходилось 134,3 мужчин.  На каждые 100 женщин старше 18 приходилось 128,4 мужчин.
Средний годовой доход домохозяйства составлял 53 036 долларов, а средний годовой доход семьи —  57 250 долларов. Средний доход мужчин —  29 821  доллар, в то время как у женщин — 19 750. Доход на душу населения составил 22 425 долларов. За чертой бедности находились 2,2 % семей и 3,2 % всего населения тауншипа, из которых 9,1 % старше 65 лет.